# Mùa săn

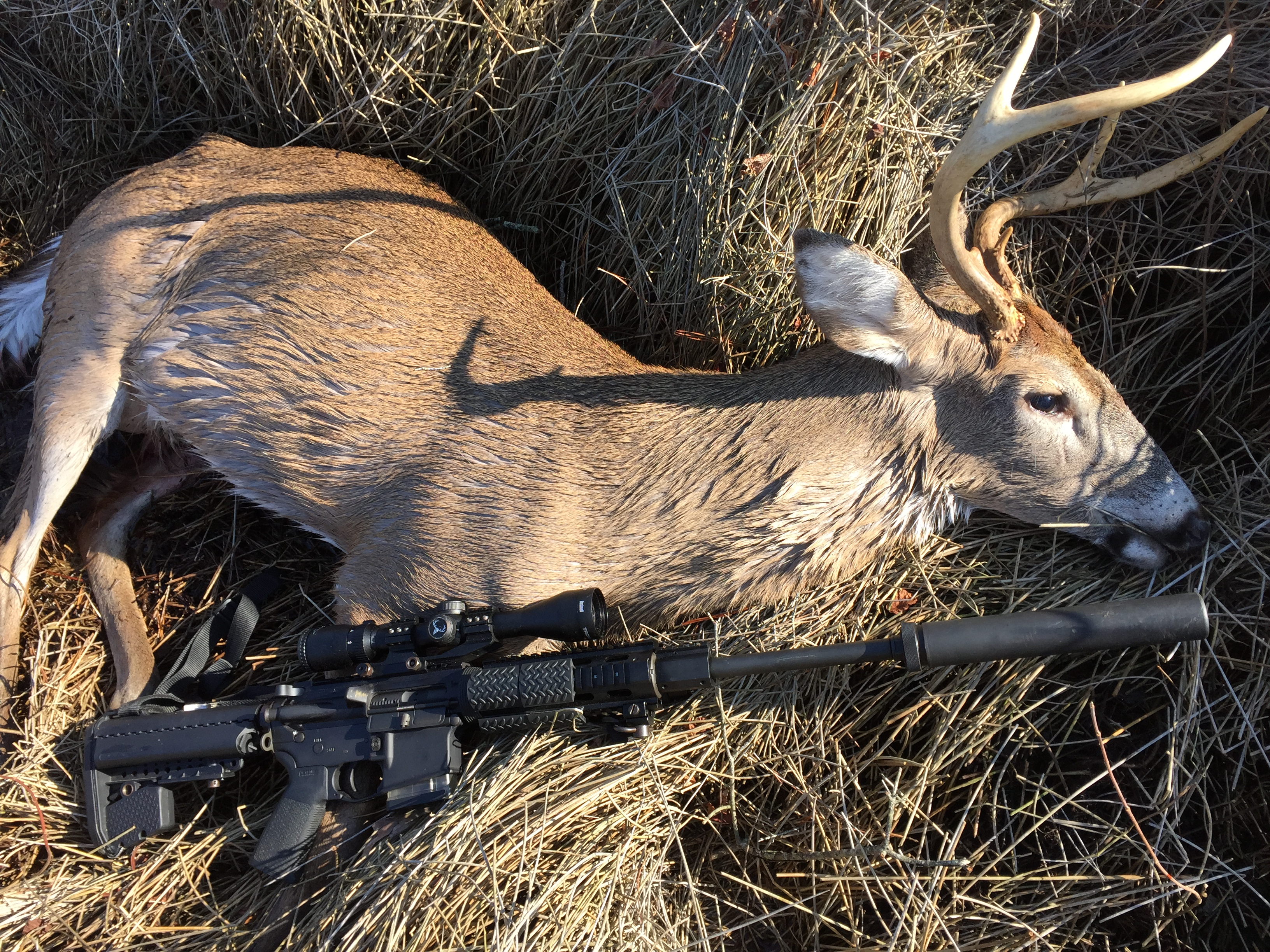
Một chiến phẩm hươu bị săn trong mùa săn

Mùa săn (Hunting season) là khoảng thời gian cụ thể (thường được gọi là một mùa) được chỉ định trong đó, những người đi săn có thể được cho phép thực hiện việc săn bắn và thu hoạch một số loài động vật (được xác định là thú săn) ở một số khu vực nhất định. Mùa không được phép săn (hết mùa săn) là khoảng thời gian mà việc săn bắt một loài động vật nào đó là trái phép. Thường thì những mùa không được phép săn được thiết lập nhằm bảo vệ một loài khi chúng dễ bị tổn thương nhất hoặc khi chúng đang trong mùa sinh sản.
Ngược lại, khoảng thời gian mà không phải là mùa không săn thì được gọi là mùa săn. Tại Hoa Kỳ, mỗi tiểu bang xác định và đặt ngày cụ thể của riêng mình để săn một loài thú săn nhất định, chẳng hạn như California, trong đó, việc săn bắn được chỉ định tại một số khu vực nhất định, trong đó mỗi tiểu bang có ngày riêng để săn bắn hợp pháp. Tại Hoa Kỳ, mỗi bang có trách nhiệm và quyền hạn chính đối với việc săn bắt động vật hoang dã cư trú trong ranh giới của bang.
Các cơ quan động vật hoang dã của tiểu bang cấp và bán giấy phép săn bắn là nguồn thông tin tốt nhất về mùa săn bắn, các khu vực mở/đóng cửa để săn bắn. Việc săn bắt các loài chim di trú như vịt và ngỗng được hợp tác quản lý từ các cơ quan quản lý cá và động vật hoang dã của tiểu bang và Cơ quan Dịch vụ Cá và Động vật hoang dã Hoa Kỳ. Thợ săn chim nước (thủy điểu) di trú phải có cả giấy phép săn bắn của tiểu bang và (Tem bảo tồn và săn bắn chim di cư liên bang (Tem vịt), và mỗi thợ săn cần có số Chương trình Thông tin Thu hoạch cho mỗi bang mà họ săn các loài chim di cư

## Đầu mùa

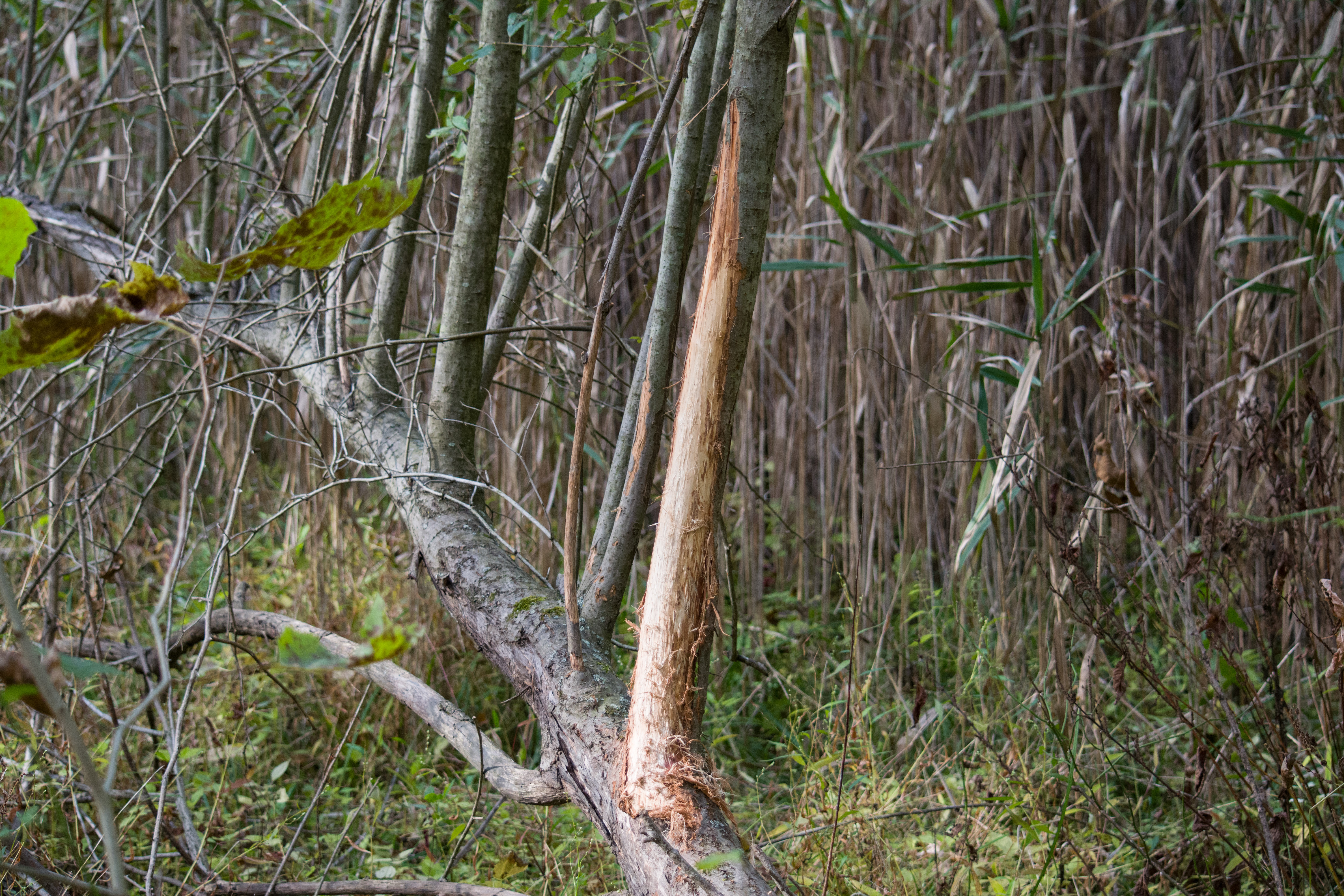
Một bãi săn hươu

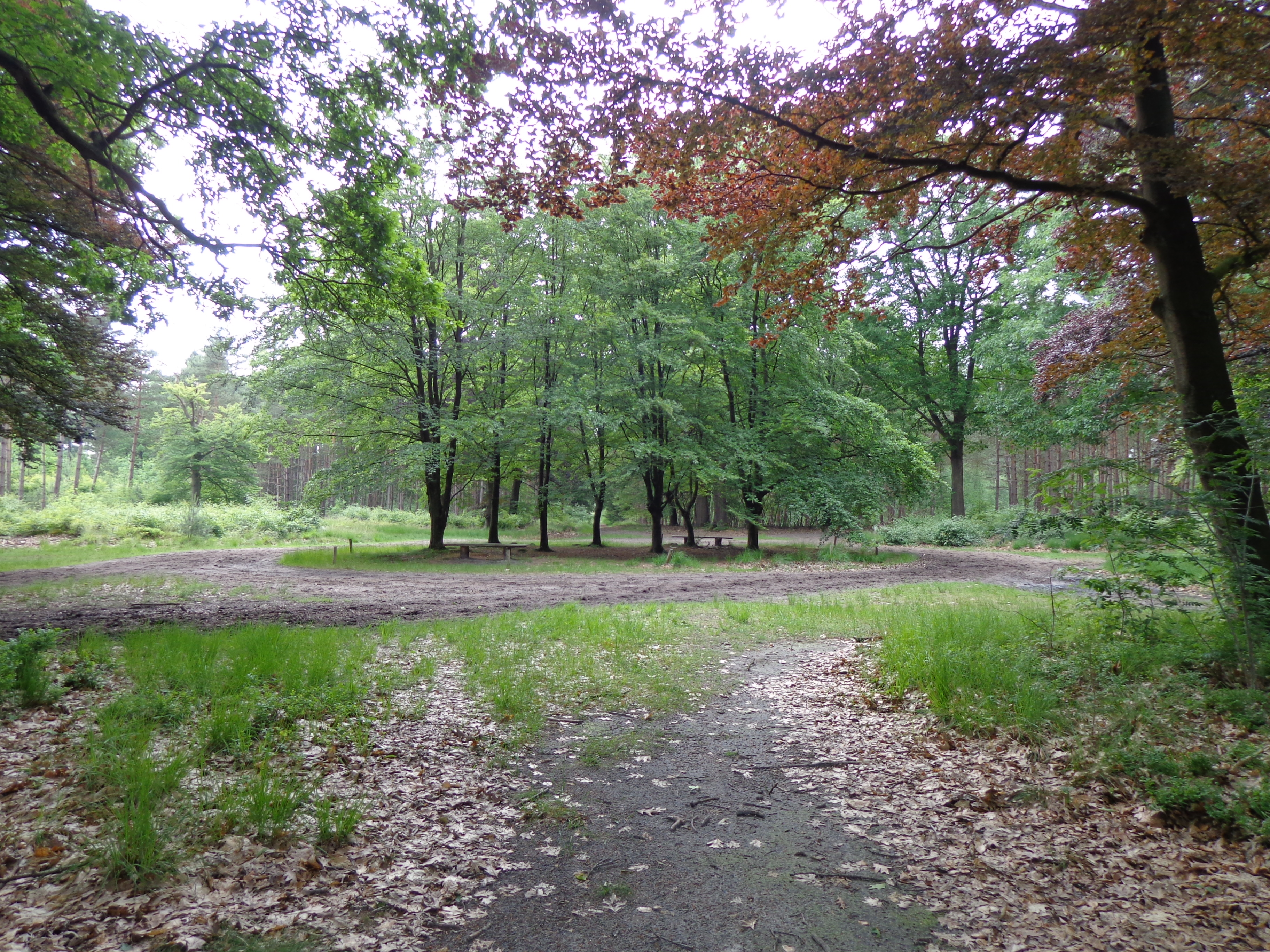
Một khu rừng mở trong mùa săn ở Sterrenbos

Mùa mở cửa rừng là thời điểm trong năm mà một loài động vật hoang dã cụ thể được phép săn bắt theo luật bảo tồn động vật hoang dã địa phương. Ví dụ: ở Hoa Kỳ, mỗi tiểu bang tạo ra luật và quy tắc quản lý ngày mùa và loài, được thiết lập trên một quy trình phức tạp bao gồm đầu vào của người dân, cơ quan hoặc bộ phận quản lý cá và thú săn của tiểu bang, và thường là một hội đồng quản lý thú săn độc lập. Quá trình này cập nhật mã các loài thú săn cho mỗi tiểu bang, trong đó nêu ra tất cả các quy tắc và quy định bao gồm cả các mùa săn bắn.
Ở mỗi bang trong số 50 bang, các bản tóm tắt của mã thú săn lớn hơn sau đó sẽ được trình bày trong các quy định săn bắn chính thức của bang cho năm đó. Ngày theo mùa thường được tính thời gian để diễn ra khi quần thể ở mức tối đa. Nó tránh được thời kỳ sinh sản cao điểm khi các cá thể của một loài đặc biệt dễ bị tổn thương và tránh bất kỳ sự gián đoạn nào trong quá trình giao phối, có thể ảnh hưởng đến năng suất.
Các mùa giải mở rộng được quyết định bởi vô số yếu tố, bao gồm mùa di cư, mùa giao phối và mùa sinh sản. Đối với chim nước di trú, mùa được xác định bởi thời điểm chim di cư tiến vào khu vực. Kể từ khi chim nước di cư xuống phía Nam, ở Hoa Kỳ, các mùa của chim nước bắt đầu sớm hơn ở các bang phía Bắc và muộn hơn đối với các bang phía Nam. Đối với các loài động vật khác như nai sừng tấm thì mùa săn bắn cung là trong thời gian sinh sản của chúng, giúp các cung thủ và tay săn xạ thủ dễ dàng hơn một chút.
Mùa không được phép săn nai sừng tấm là từ cuối mùa đông đến đầu mùa thu. Trong mùa không săn bắn này, nai sừng tấm đang sinh con trong khi nai sừng tấm đang chuẩn bị mọc lại một bộ gạc mới. Mặc dù tất cả các bang đều kiểm soát hầu hết các mùa và quy định săn bắn, nhưng mùa dành cho các loài chim nước di trú lại do chính phủ liên bang kiểm soát. Chính phủ cung cấp cho các bang các ngày cụ thể và sau đó các bang có cơ hội quyết định xem nên sử dụng thời lượng toàn phần, chia thành nhiều phần hay tổng thể làm cho mùa ngắn hơn ở bang đó. Ví dụ bang California, bang này được quyết định sử dụng toàn bộ biên độ dài ngắn của mùa đã được xác định từ Chính phủ liên bang

## Hết mùa

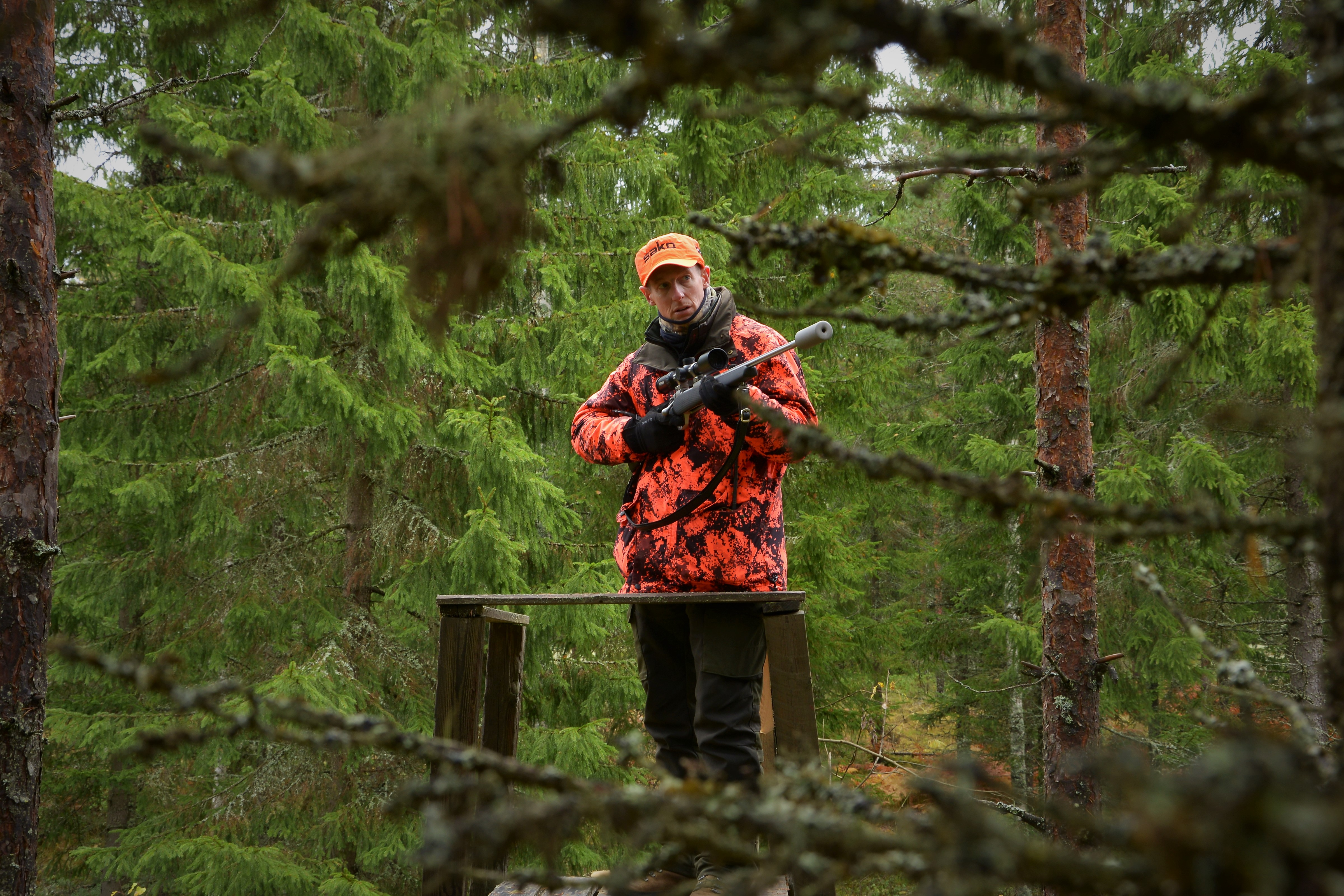
Một thợ săn xạ thủ

Hết mùa săn thời điểm trong năm mà việc săn bắn động vật của một loài nhất định là trái với quy định của pháp luật. Thông thường, các mùa đóng cửa được thiết kế để bảo vệ một loài khi nó dễ bị tổn thương nhất hoặc đôi khi để bảo vệ động vật trong mùa sinh sản của chúng. Mùa đóng cửa được định thời để ngăn chặn việc săn bắt trong thời gian hoạt động sinh sản cao điểm, khả năng bay bị suy giảm trong quá trình thay lông (của các loài chim như chim nước), và nhiệt độ khắc nghiệt, số lượng quần thể giảm xuống mức thấp và tình trạng thiếu thức ăn. Một mùa khép kín được thực thi bởi luật bảo tồn địa phương để bảo tồn các loài và quản lý động vật hoang dã; bất kỳ hoạt động săn bắt nào trong mùa kín đều bị pháp luật trừng phạt và được gọi là săn bắt trộm bất hợp pháp.